# Родаківська селищна рада
| Родаківська селищна рада — орган місцевого самоврядування у Слов'яносербському районі Луганської області з адміністративним центром у смт Родакове. Історична дата утворення: в 1932 році. Селищній раді підпорядковані населені пункти: - смт Родакове - с. Говоруха - с. Замостя - с. Красний Луч - с. Новодачне - с. Суходіл |

## Склад ради
Рада складається з 35 депутатів та голови.

### Керівний склад ради
| ПІБ                          | Основні відомості                                                        | Дата обрання | Дата звільнення |
| ---------------------------- | ------------------------------------------------------------------------ | ------------ | --------------- |
| Девятилова Віра Василівна    | Селищний голова, 1953 року народження, освіта, член Партії регіонів      | 26.03.2006   | 04.02.2009      |
| Танчик Володимир Миколайович | Селищний голова, 1971 року народження, освіта вища, член Партії регіонів | 31.10.2010   |                 |

Примітка: таблиця складена за даними джерела